# Beniamino Bonomi
Beniamino Bonomi (ur. 9 marca 1968 w Verbanii) – włoski kajakarz. Wielokrotny medalista olimpijski.

## Kariera
W Atlancie był drugi w jedynkach w wyścigu na 1000 metrów oraz na dwukrotnie krótszym dystansie – wspólnie z Daniele Scarpa – w dwójkach. Były to jego trzecie igrzyska. Cztery lata później został mistrzem olimpijskim w dwójce (z Antonio Rossim). Ta sama para w Atenach zajęła drugie miejsce. Stawał na podium mistrzostw świata (m.in. złoto w dwójce w 1995).